# Cyclodictyon albatum
Cyclodictyon albatum là một loài rêu trong họ Pilotrichaceae. Loài này được (Müll. Hal.) Kuntze mô tả khoa học đầu tiên năm 1891.